# Engla Nilsson
Engla Nilsson (20 maggio 2005) è un'altista svedese.

## Biografia
Nel 2023 partecipa per la prima volta a un campionato internazionale, classificandosi quinta nel salto in alto agli europei under 20 di Gerusalemme. L'anno successivo prende parte ai campionati mondiali under 20 di Lima, dove non raggiunge la fase finale della gara del salto in alto.
Nel 2025, dopo aver conquistato il titolo di campionessa nazionale del salto in alto indoor, prende parte ai campionati europei indoor di Apeldoorn, dove conquista la medaglia di bronzo nella medesima disciplina.

## Progressione

### 60 metri ostacoli
| Stagione | Tempo   | Luogo    | Data      | Rank. Mond. |
| -------- | ------- | -------- | --------- | ----------- |
| 2025     | 8"78(i) | Växjö    | 19-1-2025 |             |
| 2024     | 9"12(i) | Göteborg | 12-1-2024 |             |

### 100 metri ostacoli
| Stagione | Tempo | Luogo      | Data     | Rank. Mond. |
| -------- | ----- | ---------- | -------- | ----------- |
| 2024     | 14"47 | Sollentuna | 4-8-2024 |             |
| 2023     | 14"94 | Göteborg   | 2-7-2023 |             |

### Salto in alto
| Stagione | Misura    | Luogo       | Data       | Rank. Mond. |
| -------- | --------- | ----------- | ---------- | ----------- |
| 2025     | 1,92 m(i) | Apeldoorn   | 9-3-2025   |             |
| 2024     | 1,86 m    | Opole       | 26-5-2024  |             |
| 2023     | 1,86 m    | Gerusalemme | 9-8-2023   |             |
| 2022     | 1,73 m    | Kungälv     | 26-6-2022  |             |
| 2021     | 1,68 m(i) | Göteborg    | 12-12-2021 |             |
| 2020     | 1,72 m    | Göteborg    | 5-9-2020   |             |
| 2019     | 1,66 m(i) | Göteborg    | 16-11-2019 |             |

## Palmarès
| Anno | Manifestazione    | Sede        | Evento        | Risultato      | Prestazione | Note                          |
| ---- | ----------------- | ----------- | ------------- | -------------- | ----------- | ----------------------------- |
| 2023 | Europei under 20  | Gerusalemme | Salto in alto | 5ª             | 1,86 m      |                               |
| 2024 | Mondiali under 20 | Lima        | Salto in alto | Qualificazioni | 1,80 m      |                               |
| 2025 | Europei indoor    | Apeldoorn   | Salto in alto | Bronzo         | 1,92 m      | Miglior prestazione personale |
| 2025 | Europei U23       | Bergen      | Salto in alto | Argento        | 1,93 m      |                               |

## Campionati nazionali
- 1 volta campionessa svedese assoluta del salto in alto indoor (2025)
- 2 volte campionessa svedese under 20 del salto in alto (2023, 2024)

2022
- Argento ai campionati svedesi under 18 indoor, salto in alto - 1,68 m
- 5ª ai campionati svedesi under 18, salto in alto - 1,61 m

2023
- Argento ai campionati svedesi under 20 indoor, salto in alto - 1,77 m
- Bronzo ai campionati svedesi assoluti, salto in alto - 1,83 m
- Oro ai campionati svedesi under 20, salto in alto - 1,79 m

2024
- Bronzo ai campionati svedesi assoluti indoor, salto in alto - 1,78 m
- 4ª ai campionati svedesi assoluti, salto in alto - 1,80 m
- 6ª ai campionati svedesi under 20, 100 m ostacoli - 14"47 (vento: +0,4 m/s)
- Oro ai campionati svedesi under 20, salto in alto - 1,78 m

2025
- Oro ai campionati svedesi assoluti indoor, salto in alto - 1,87 m